# 馬迪亞拿聯
馬迪亞拿聯（葡萄牙語：União da Madeira），正式名稱為聯盟足球會（Clube de Futebol União），一般稱為馬迪亞拿（Madeira），是一支葡萄牙職業足球會，位於马德拉群岛豐沙爾，成立於1913年11月1日。主場為巴里路斯球場，能容納 8,922 人。球隊於2014/15球季取得葡甲亞軍，獲得升班葡超資格。

## 外部連結
- Official webpage （页面存档备份，存于） （葡萄牙文）
- Official regulation （页面存档备份，存于） （葡萄牙文）
- Official Statistics （页面存档备份，存于） （葡萄牙文）
- Resultados Ao Vivo, proximos jogos ao vivo, posicoes de Liga de Honra （葡萄牙文）

- Portuguese Futebol.com » Your Source for Portuguese Soccer （英文）
- Portuguese Soccer News Links （页面存档备份，存于） （英文）